# NGC 2537
NGC 2537 = Arp 6, auch Bärentatze genannt (engl. Bear Paw), ist eine verschmelzende Balken-Spiralgalaxie vom Hubble-Typ SBm mit ausgedehnten Sternentstehungsgebieten im Sternbild Luchs. Sie ist schätzungsweise 20 Millionen Lichtjahre von der Milchstraße entfernt und hat einen Durchmesser von etwa 10.000 Lichtjahren. Die Entfernungsmessungen basierend auf den Radialgeschwindigkeiten stimmen nicht mit den rotverschiebungsunabhängigen Entfernungsschätzungen von 40 ± 16 Millionen Lichtjahren überein. Gemeinsam mit PGC 23057 (NGC 2537A) bildet sie ein optisches Galaxienpaar.

Im selben Himmelsareal befindet sich u. a. die Galaxie IC 2233.
Das Objekt wurde am 6. Februar 1788 von dem deutsch-britischen Astronomen Wilhelm Herschel entdeckt.

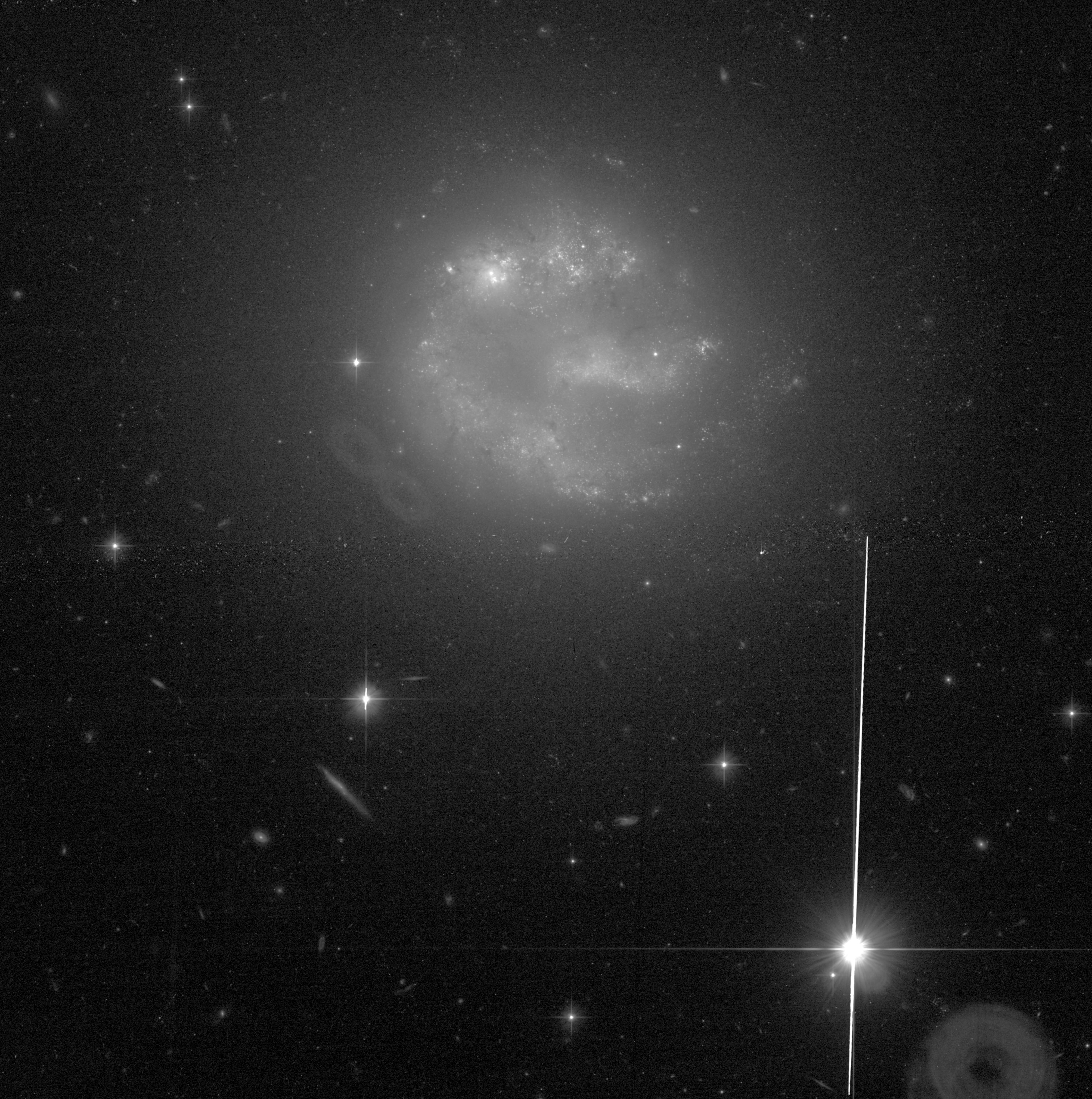
Aufnahme mithilfe des Hubble-Weltraumteleskops